# Bosse Parnevik
Bo (Bosse) Sigfrid Parnevik, född 20 mars 1938 i Göteborgs Kristine församling, Göteborgs och Bohus län, är en svensk imitatör och komiker.

## Biografi

### Uppväxt och tidig karriär
Parnevik är född i Göteborg men familjen flyttade till Munkfors i Värmland när han var två år. Han växte upp med en annan far än sin biologiska som han aldrig träffat. Där började artistkarriären i tonåren då han uppträdde med imitationer på ungdomsgårdar. Han gjorde TV-debut på nyårsafton 1957 i ett program från Nalen i Stockholm. Charlie Norman, Ingemar Johansson och Povel Ramel var några personer som fanns på repertoaren från början.
Parnevik var en duktig friidrottare (i synnerhet i häcklöpning) och flyttade till Stockholm där han utbildade sig till gymnastikdirektör vid Gymnastiska Centralinstitutet i Stockholm. Efter att ha deltagit i Folkparkernas Artistforum i Västerås 1959 blev Parnevik mer känd. Han slog igenom i Lennart Hylands Karusellen 1963. Parnevik medverkade även i Ulf Thoréns serie Hvar fjortonde dag 1965–1967.

### Efter genombrottet
I slutet av 1960-talet var Parnevik så etablerad att han gjorde cirka 300 framträdanden i folkparkerna mellan maj och september. Han lärde sig också att ta ut rejäla gager och blev en av landets bäst betalda artister. 1971 gjorde han sitt första egna TV-program: Harpsundspartaj. 1975 medverkade han i julkalendern Långtradarchaufförens berättelser. 1978–1979 var han programvärd för TV-serien Party hos Parnevik, som blev en tittarsuccé.
Förutom sina röstimitationer var Parnevik skicklig på att lägga mask, så att han både lät som och till utseendet liknade de personer han härmade. Till Parneviks mer kända imitationer hörde Olof Palme, Ingemar Mundebo, Lennart Bodström, Sven-Bertil Taube och Bengt Bedrup. Han imiterade också kung Carl Gustaf, bland annat i filmen Göta Kanal.
Tillsammans med Hasse Wallman etablerade han sig som krögare och köpte ett antal restauranger i Stockholm, bland annat Bacchi Wapen i Gamla Stan. Han blev senare delägare i Chinateatern, där han satte upp sin första revy Parneviks revyparty, med bland annat Siw Malmkvist, Grynet Molvig och Lars Amble i rollistan.

### Busringning
Ett återkommande grepp som Parnevik ägnade sig åt var busringning, imitation per telefon i syfte att lura den han ringde. Till denna genre hör samtalet med Anni-Frid Lyngstad, där han utgav sig för att vara Charlie Norman, och samtalet med Malena Ivarsson, där han utgav sig för att vara Bengt Bedrup.

### Senare år
Från 1987 spelade han Parneviks Oscarsparty på Oscarsteatern. Det blev totalt 368 föreställningar. 1993–1994 var spelplatsen Cirkus i Stockholm, där han gav revyn Parneviks Cirkusparty. Därefter har han varit sparsam med scenframträdanden.
I november 2007 var det premiär för föreställningen Parneviks Gubbröra på Maximteatern i Stockholm. Under drygt två timmar visade han några av sina mest minnesvärda TV-inslag samt gjorde liveimitationer på scenen. Han berättade om sina möten med kungligheter, statsministrar, presidenter, skådespelare och andra imitationsobjekt.
Parnevik är hedersmedlem i LIS, Lokalrevyer i Sverige och delar varje år ut ett pris, Parnevikstipendiet, till unga talanger verksamma inom revykonsten. Bland mottagare märks Robert Gustafsson, Lars Hjertner och Andreas T Olsson.
1992 skrev Parnevik den antirasistiska dikten Invandrarna med anledning av Lasermannens beskjutningar. Parneviks hemkommun Österåker skulle ha en manifestation och de önskade att han skulle hålla ett tal mot rasism, men av det blev det en dikt istället. Parnevik lät texten ingå i Parneviks Cirkusparty 1993-94. 2015 tonsatte Lars Beijbom texten och den spelades in med Anita Strandell med titel Invandrarvisa.

## Familj
Bosse Parnevik är son till affärsbiträdet Britt, född Andrén (1914–1994) och elektrikern Helmer Nordström (1900–1965) men växte upp med speditören Gösta Parnevik (1910–1994) som styvfar. Han är gift sedan 1964 med sjuksköterskan Gertie Parnevik (f. Lundberg 1940), och de har tillsammans fyra barn. Äldsta barnet är golfspelaren Jesper Parnevik. Två av deras svärsöner är Per-Ulrik Johansson och Stefan Pettersson.

## Utmärkelser
- 1982 – Pressrosen i Montreux[6]
- 1982 – Edvardpriset

## Filmografi och TV-serier
- 1966 – Trettio pinnar muck (Fakta på Svensk Filmdatabas)
- 1967 – Drrapå - kul grej på väg till Götet (Fakta på Svensk Filmdatabas)
- 1975 – Långtradarchaufförens berättelser (TV-serie)
- 1981 – Göta Kanal eller Vem drog ur proppen? (Fakta på Svensk Filmdatabas)
- 1981 –  Värmlänningar i närbild (Fakta på Svensk Filmdatabas)
- 2016 – Parneviks (TV-serie)
- 2017–2018 – Stjärnorna på slottet (TV-serie)

## Teater
- 1993 – Medverkande i Parneviks Cirkusparty, revy av Bosse Parnevik, regi Anders Albien, Cirkus, Stockholm[7]

## Källhänvisningar
1. 1 2  Sveriges befolkning 2000, Sveriges Släktforskarförbund, 2020, läst: 3 juni 2023.[källa från Wikidata]
2. ↑  Sveriges befolkning
2000:
Parnevik, Bo Sigfrid
(1938-03-20)
Försäkringskassan, uttag avseende 20001231 (2014)
3. 1 2 3  "Om Bosse Parnevik". Arkiverad 4 mars 2016 hämtat från the Wayback Machine. Parnevik.se. Läst 2011-12-01.
4. ↑  https://www.expressen.se/noje/han-soker-sin-syster/
5. ↑  Werecki (29 september 2015). ”Anita Strandell släpper Invandrarvisa med text av Bosse Parnevik”. Pressmeddelande.  Läst 4 oktober 2015. Arkiverad från originalet den 7 mars 2016.
6. ↑  "Bo Parnevik". Arkiverad 10 augusti 2014 hämtat från the Wayback Machine. Mic.se. Läst 1 augusti 2014.
7. ↑  ”Parneviks Cirkusparty”. Chinateatern. Arkiverad från originalet den 23 september 2015. https://web.archive.org/web/20150923202915/http://www.chinateatern.se/show/parneviks-cirkusparty/. Läst 3 september 2015.